# Piromis glabra
Piromis glabra är en ringmaskart som först beskrevs av Treadwell 1901.  Piromis glabra ingår i släktet Piromis och familjen Flabelligeridae. Inga underarter finns listade i Catalogue of Life.